# Gigantopora foraminosa
Gigantopora foraminosa är en mossdjursart som beskrevs av Hayward och Cook 1983. Gigantopora foraminosa ingår i släktet Gigantopora och familjen Gigantoporidae. Inga underarter finns listade i Catalogue of Life.